# Équipe de Colombie de football à la Copa América 2001
L'équipe de Colombie de football participe à sa 16e Copa América lors de l'édition 2001, qui se tient sur son sol du 11 juillet 2001 au 29 juillet 2001. Elle se rend à la compétition après avoir été quart de finaliste de la Copa América 1999.
Les Colombiens terminent 1er du groupe A puis ils battent tour à tour le Pérou, le Honduras et le Mexique. Ils sont ainsi sacrés champion d'Amérique du Sud pour la première fois, avec un bilan de six victoires en six matchs, onze buts inscrits pour aucun encaissé. À titre individuel, Víctor Aristizábal termine meilleur buteur de la compétition avec six réalisations.

## Résultat

### Premier tour
| Classement final |           |     |   |   |   |   |    |    |      |
|                  | Équipe    | Pts | J | G | N | P | BP | BC | Diff |
| 1                | Colombie  | 9   | 3 | 3 | 0 | 0 | 5  | 0  | +5   |
| 2                | Chili     | 6   | 3 | 2 | 0 | 1 | 5  | 3  | +2   |
| 3                | Équateur  | 3   | 3 | 1 | 0 | 2 | 5  | 5  | 0    |
| 4                | Venezuela | 0   | 3 | 0 | 0 | 3 | 0  | 7  | -7   |

| 11 juillet | Chili    | 4 | 1 | Équateur  |
| 11 juillet | Colombie | 2 | 0 | Venezuela |
| 14 juillet | Chili    | 1 | 0 | Venezuela |
| 14 juillet | Colombie | 1 | 0 | Équateur  |
| 17 juillet | Équateur | 4 | 0 | Venezuela |
| 17 juillet | Colombie | 2 | 0 | Chili     |

| 11 juillet 2001 | Colombie                              | 2 – 0   | Venezuela      | Metropolitano (Barranquilla)                 |                                              |
| 20 h 45         | Grisales 15e · Aristizábal 59e (pen.) | (1 - 0) | Vallenilla 47e | Spectateurs : 50 000 Arbitrage : René Ortube | Spectateurs : 50 000 Arbitrage : René Ortube |

| 14 juillet 2001 | Colombie        | 1 – 0   | Équateur        | Metropolitano (Barranquilla)                   |                                                |
| 18 h 30         | Aristizábal 29e | (1 - 0) | A. Aguinaga 81e | Spectateurs : 50 000 Arbitrage : Ubaldo Aquino | Spectateurs : 50 000 Arbitrage : Ubaldo Aquino |

| 17 juillet 2001 | Colombie                                           | 2 – 0   | Chili        | Metropolitano (Barranquilla)                     |                                                  |
| 20 h 45         | Aristizábal 10e (pen.) · Arriaga 90e · Murillo 34e | (1 - 0) | Galdames 34e | Spectateurs : 50 000 Arbitrage : Jorge Larrionda | Spectateurs : 50 000 Arbitrage : Jorge Larrionda |

### Quart de finale
| 23 juillet 2001 | Colombie | 3 – 0   | Pérou | Stade Centenario (Armenia)                              |                                                         |
| 19 h 45         | Aristizábal 50e, 69e · Hernández 66e | (0 - 0) | | Spectateurs : 30 000 Arbitrage : Gilberto Alcalá Pineda | Spectateurs : 30 000 Arbitrage : Gilberto Alcalá Pineda |
| 19 h 45         | O. Córdoba - González, Orozco, Yepes, Bedoya ( 46e Cortés) - Ramírez ( 83e Díaz), Grisales, Vargas, Hernández ( 74e Molina) - Aristizábal, Ferreira | Équipes | Ibáñez - Jorge Soto ( 74e Uribe), José Soto, Salazar, Zevallos - Pajuelo, Jayo, Del Solar ( 77e Tempone), L. Hernández ( 65e Vílchez) - Holsen, García | Spectateurs : 30 000 Arbitrage : Gilberto Alcalá Pineda | Spectateurs : 30 000 Arbitrage : Gilberto Alcalá Pineda |

### Demi-finale
| 26 juillet 2001 | Colombie | 2 – 0   | Honduras | Stade Palogrande (Manizales)                          |                                                       |
| 19 h 45         | Bedoya 6e · Aristizábal 63e | (1 - 0) | | Spectateurs : 40 000 Arbitrage : Mario Sánchez Yantén | Spectateurs : 40 000 Arbitrage : Mario Sánchez Yantén |
| 19 h 45         | O. Córdoba - López, I. Córdoba, Yepes, Bedoya - Ramírez, Grisales, Vargas, Hernández - Aristizábal ( 72e Arriaga), Murillo ( 90e Restrepo) | Équipes | Valladares - Medina, Guity, Caballero, Pérez - García ( 60e Pineda), Bernárdez, Turcios ( 67e Rodríguez), Guevara - León, Martínez ( 73e Brown) | Spectateurs : 40 000 Arbitrage : Mario Sánchez Yantén | Spectateurs : 40 000 Arbitrage : Mario Sánchez Yantén |

### Finale
| 29 juillet 2001 | Colombie | 1 – 0   | Mexique | El Campín (Bogota)                             |                                                |
| 16 h 30         | I. Córdoba 65e | (0 - 0) | | Spectateurs : 47 000 Arbitrage : Ubaldo Aquino | Spectateurs : 47 000 Arbitrage : Ubaldo Aquino |
| 16 h 30         | O. Córdoba - López, I. Córdoba, Yepes, Bedoya - Ramírez, Grisales, Vargas, Hernández ( 88e Molina) - Aristizábal ( 32e Castillo), Murillo · Entraîneur : Francisco Maturana | Équipes | Pérez - A. Rodríguez ( 74e Zepeda), Mercado, Valdez, H. Morales - Torrado ( 90e), J. Rodríguez ( 67e Osorno), C. Morales, J. P. Rodríguez ( 79e) - Arellano ( 59e Victorino), Borgetti · Entraîneur : Javier Aguirre | Spectateurs : 47 000 Arbitrage : Ubaldo Aquino | Spectateurs : 47 000 Arbitrage : Ubaldo Aquino |